# Fajã da Ribeira da Areia

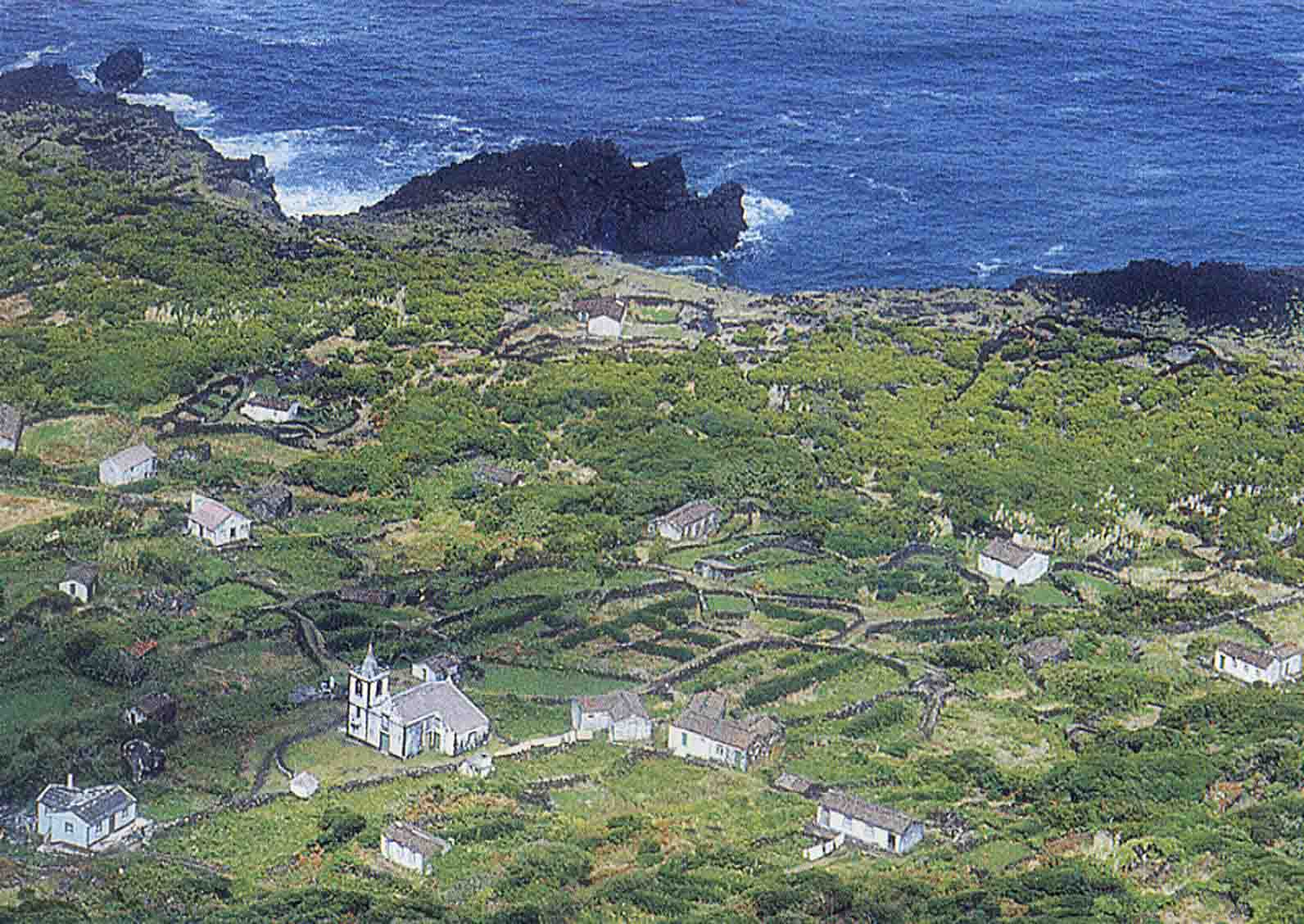
Fajã da Ribeira da Areia.

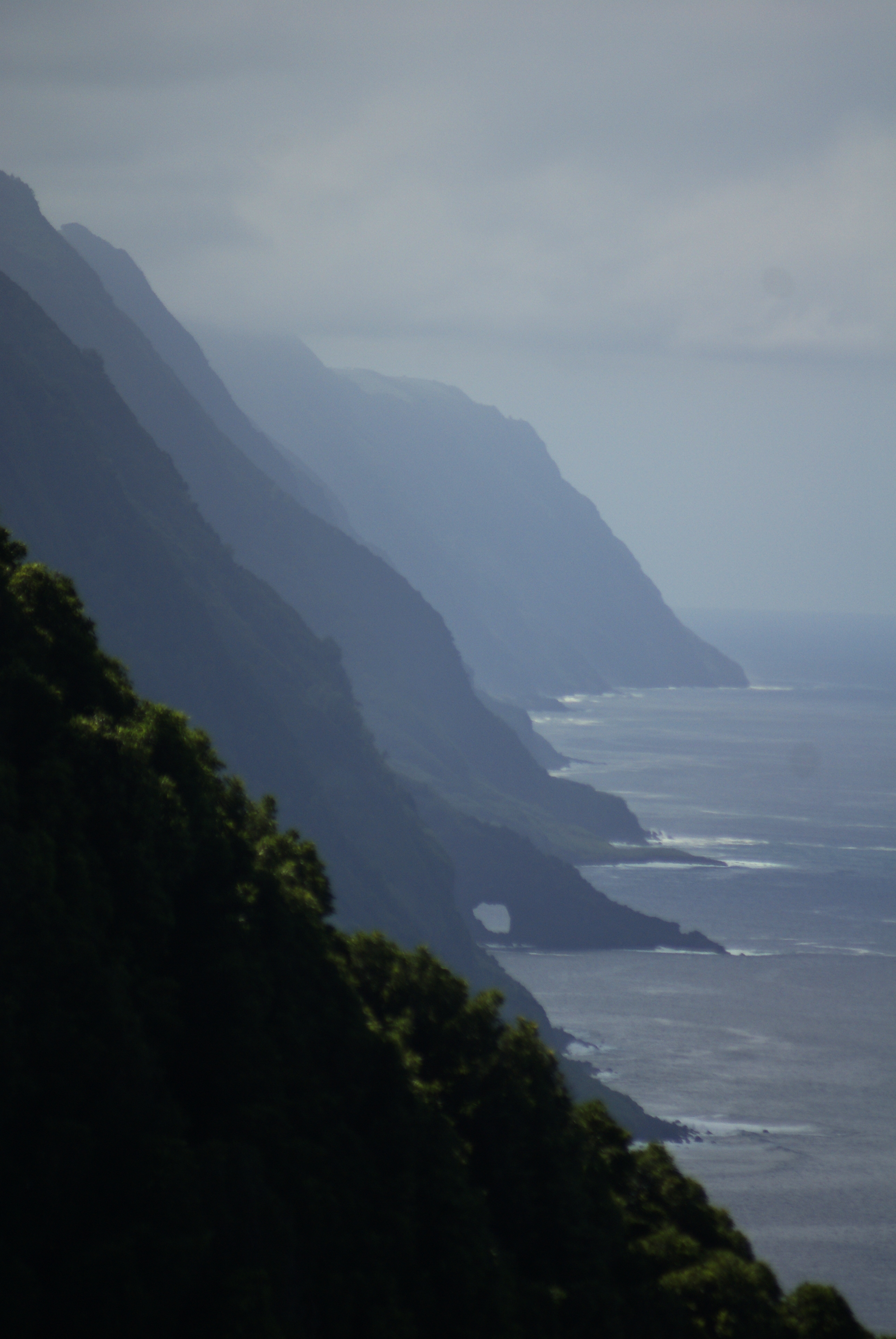
Paisagem vista a partir da Ribeira da Areia, Falésias da Costa Norte, a Ponta Furada destaca-se na paisagem.

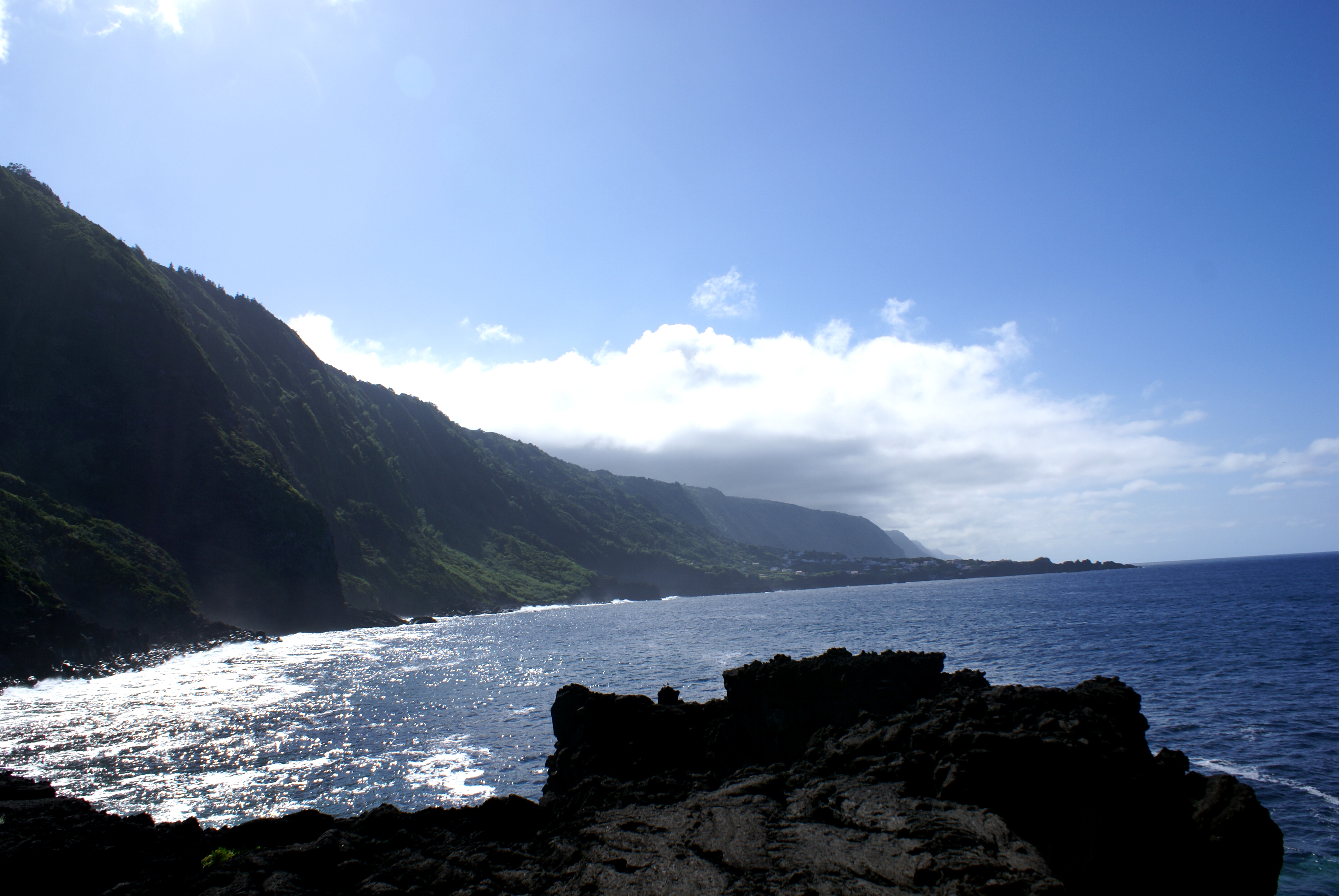
Falésias da costa norte, a Fajã do Ouvidor ao fundo.

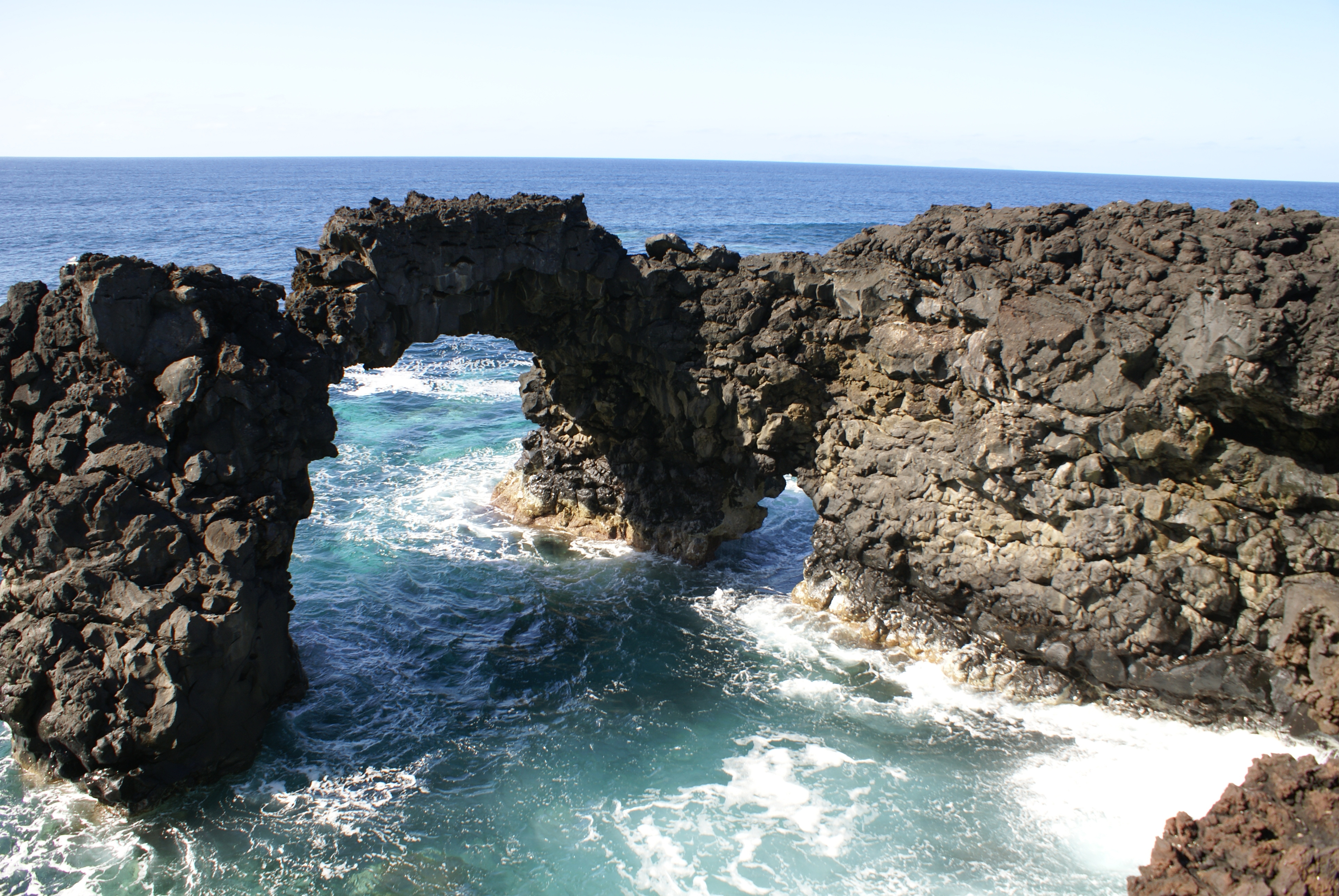
Arco Natural em Lava Basaltica da Fajã da Ribeira da Areia, ilha de São Jorge, Açores, Portugal.

A Fajã da Ribeira da Areia é uma fajã portuguesa localizada na localidade da Ribeira da Areia, freguesia do Norte Grande, Concelho de Velas, costa Norte da ilha de São Jorge.
Fajã bastante grande e antigamente muito habitada. Em 1891 tinha 451 habitantes.
Este como algumas outras fajãs da ilha de São Jorge foi praticamente votada ao abandono, não só por causa do terramoto de 1980, mas porque o envelhecimento da população e o desinteresse dos jovens isso ditou. Actualmente (2009), devido as bons caminhos existentes, encontra-se em franca recuperação.
Vivem várias famílias na fajã enquanto muitas pessoas se deslocam a esta fajã apenas em trabalho, sendo que estas raramente ficam de noite.
Também como nas outras fajãs as culturas que aí se fazem são a batata doce, e a batata da terra, a vinha e o inhame.
A pesca faz-se com anzol, sendo os peixes mais capturados a veja, a garoupa, a anchova e a moreia.
As aves mais frequentes são: a pomba, o melro, o cagarro e o pardal.
Para além de cerca de quarenta e seis casas, antigas e modernas, foi aqui construída um templo, Ermida de Nossa Senhora de Fátima datada de 1946, com torre de 1968, dedicada a Nossa Senhora de Fátima, o que faz com que esta fajã também seja conhecida como fajã de Nossa Senhora de Fátima.
O dia treze de Outubro é o dia da festa da Padroeira, com missa seguida de procissão. As pessoas que vão participar na festa levam farnel e passam lá todo o dia.
Junto à ermida existe um chafariz com data de 1960. Há também uma fonte de água fresca que brota da rocha. A Ribeira da Lapa que aqui corre não é de curso permanente.
Nesta fajã merecem especial atenção as formações lávicas.
Em vários pontos pode-se observar lava encordoada, várias furnas e também um magnífico arco natural.
A partir da fajã Isabel Pereira para aqui existe uma passagem estreita e perigosa, o Passinho, que fica dez metros acima do nível do mar, sobre uma furna.

## Galeria

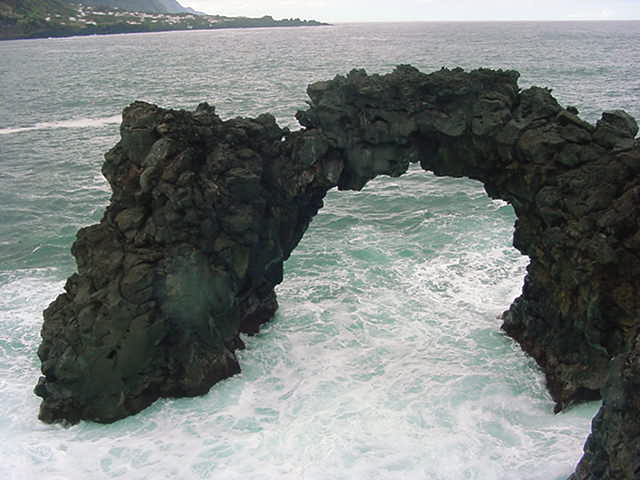
Arco Natural em Lava Basaltica da Fajã da Ribeira da Areia.